# پاول کراپز
پاول کراپز (انگلیسی: Paul Crapez؛ زادهٔ ۱۷ آوریل ۱۹۴۷) دوچرخه‌سوار اهل بلژیک است.